# Хонсу, Джимон
Джимо́н Гастон Хонсу́ (англ. Djimon Gaston Hounsou, английский: [ˈdʒaɪmən ˈuːnsuː]; французский: [dʒimɔ̃ unsu]; род. 24 апреля 1964 года, Котону, Бенин) — американский актёр и модель бенинского происхождения. Хонсу дважды был номинирован на премию «Оскар» («Кровавый алмаз», «В Америке»).

## Карьера
Родился 24 апреля 1964 года в Котону (Бенин) в семье Пьера и Альбертины Хонсу, выходцев из народа фон. Отец работал поваром, мать была домохозяйкой. В 1977 году, в возрасте 13 лет, перебрался во Францию — сначала в Лион, а затем в Париж, чтобы продолжить образование.
После окончания школы долгое время не мог найти работу, сменив несколько занятий, одно время даже бродяжничал.
Счастье улыбнулось ему, когда известный модельер Тьерри Мюглер нанял его в качестве манекенщика и модели. Участие в нескольких показах привлекло к Хонсу внимание фотографов, а потом и режиссёров видеоклипов. Начиная с 1987 года он снялся в клипах Стива Уинвуда, Мадонны, Полы Абдул, Джанет Джексон.
В 1990 году Джимон Хонсу переехал в Лос-Анджелес (США), решив ступить на актёрскую стезю. Он получил маленькую роль в триллере «Незаконное вторжение», а затем снялся в фантастической картине Роланда Эммериха «Звёздные врата» (1994). В 2000 году на экраны вышел исторический боевик Ридли Скотта «Гладиатор», в котором Джимон Хонсу исполнил роль Джубы.
В 2002 году вышли фильмы «Четыре пера» и «В Америке» c Джимоном Хонсу. За участие в последнем актер был номинирован на премию «Оскар». В 2003 году Хонсу появился в экранизации серии компьютерных игр Tomb Raider «Лара Крофт: Расхитительница гробниц 2 — Колыбель жизни», а в 2005-м — в мистическом триллере «Константин: Повелитель тьмы», основанном на серии комиксов, и фантастическом боевике Майкла Бэя «Остров». Партнёрами Хонсу на съёмочной площадке «Острова» стали Юэн Макгрегор и Скарлетт Йоханссон.
В 2006 году вышел «Кровавый алмаз». Главные роли в фильме исполнили Леонардо Ди Каприо, Джимон Хонсу и Дженнифер Коннелли. За работу в картине Хонсу получил номинацию на премию «Оскар».
В 2008 году Хонсу приезжал в Москву, чтобы посетить Российскую неделю моды, а также представить фильм «Никогда не сдавайся», в котором он исполнил роль тренера по миксфайту Жана Рока.
Актёр признался, что роль мастера миксфайта явилась для него вызовом, и несмотря на знания кунг-фу и бокса, которыми он несколько лет занимался живя во Франции, подготовка к фильму была нелёгкой.
В 2014 году Джимон Хонсу озвучил персонаж Драго в анимационном фильме «Как приручить дракона 2». Фильм номинировался на Оскар в категории «Лучший анимационный полнометражный фильм». В этом же году Хонсу сыграл в фильме «Стражи галактики» героя Кората. А в 2015 году Хонсу сыграл в 7 части «Форсажа» в компании с Вином Дизелем, Полом Уокером, Джейсоном Стэтхэмом, Мишель Родригес, Дуэйном Джонсоном и Куртом Расселом.
В июле 2017 года Джимон Хонсу, наряду с Мэттью Макконахи, Энн Хэтэуэй, Дайан Лэйн и Джейсоном Кларком, вошёл в состав актёров триллера Стивена Найта «Море соблазна».
В июле 2018 года Хонсу снимался в роли подводного короля — нового персонажа Расширенной вселенной DC — в фильме режиссёра Джеймса Вана «Аквамен». Актёр также снялся в супергеройских фильмах 2019 года «Капитан Марвел» и «Шазам!», основанных на комиксах Marvel и DC соответственно.

## Личная жизнь
В 2007 году начал встречаться с американской моделью афро-японского происхождения Киморой Ли Симмонс.
30 мая 2009 года у пары родился сын Кэндзо Ли Хонсу, который был назван так, потому что по-японски «Кэндзо» означает «три» (третий ребёнок Киморы). В ноябре 2012 года пара рассталась.

## Фильмография
| Год       |     | Русское название                                       | Оригинальное название                      | Роль                        |
| --------- | --- | ------------------------------------------------------ | ------------------------------------------ | --------------------------- |
| 1990      | ф   | Без тебя я — ничто                                     | Without You I’m Nothing                    | бывший бойфренд             |
| 1990      | с   | Беверли-Хиллз, 90210                                   | Beverly Hills, 90210                       | швейцар в ночном клубе      |
| 1992      | ф   | Незаконное проникновение                               | Unlawful Entry                             | заключённый на скамейке     |
| 1993      | ф   | Убить Зои                                              | Killing Zoe                                | Моисей                      |
| 1994      | ф   | Звёздные врата                                         | Stargate                                   | Гор                         |
| 1997      | ф   | —                                                      | Ill Gotten Gains                           | Файа                        |
| 1997      | ф   | Амистад                                                | Amistád                                    | Синке                       |
| 1997      | ф   | —                                                      | The Small Hours                            | н/д                         |
| 1998      | ф   | Подъём с глубины                                       | Deep Rising                                | Виво                        |
| 1999      | с   | Скорая помощь                                          | ER                                         | Мобалаге Икабо              |
| 2000      | мс  | Дикая семейка Торнберри                                | The Wild Thornberrys                       | сельский житель             |
| 2000      | ф   | Гладиатор                                              | Gladiator                                  | Джуба                       |
| 2000      | ф   | —                                                      | Passage du milieu                          | рассказчик                  |
| 2001      | кор | —                                                      | The Tag                                    | маршалл                     |
| 2001      | с   | Пища для души                                          | Soul Food                                  | Виктор Онука                |
| 2002      | ф   | Полный привод                                          | Le Boulet                                  | детектив Юссуф              |
| 2002      | ф   | Четыре пера                                            | The Four Feathers                          | Абу Фатма                   |
| 2002      | ф   | В Америке                                              | In America                                 | Матео Куамей                |
| 2002      | кор | Герои                                                  | Heroes                                     | таинственный человек        |
| 2003      | ф   | Байкеры                                                | Biker Boyz                                 | Родина                      |
| 2003      | ф   | Лара Крофт: Расхитительница гробниц 2 — Колыбель жизни | Lara Croft Tomb Raider: The Cradle of Life | Коса                        |
| 2003—2004 | с   | Шпионка                                                | Alias                                      | Казари Бомани               |
| 2004      | ф   | Блуберри                                               | Blueberry                                  | Вудхед                      |
| 2005      | ф   | Константин: Повелитель тьмы                            | Constantine                                | Миднайт                     |
| 2005      | ф   | Салон красоты                                          | Beauty Shop                                | Джо                         |
| 2005      | ф   | Остров                                                 | The Island                                 | Альберт Лоурент             |
| 2006      | ф   | Кровавый алмаз                                         | Blood Diamond                              | Соломон Ванди               |
| 2006      | ф   | Эрагон                                                 | Eragon                                     | Аджихад                     |
| 2008      | ф   | Никогда не сдавайся                                    | Never Back Down                            | Жан Рока                    |
| 2009      | ф   | Пятое измерение                                        | Push                                       | Генри Карвер                |
| 2010      | мс  | Чёрная Пантера                                         | Black Panther                              | Чёрная Пантера / Т’Чалла    |
| 2010      | ф   | Буря                                                   | The Tempest                                | Калибан                     |
| 2011      | ф   | Белый слон                                             | Elephant White                             | Кёрти Чёрч                  |
| 2011      | ф   | Отряд особого назначения                               | Forces spéciales                           | Ковакс                      |
| 2013      | ф   | Выдача багажа                                          | Baggage Claim                              | Куинтон Джеймисон           |
| 2014      | мф  | Как приручить дракона 2                                | How to Train Your Dragon 2                 | Драго Блудвист              |
| 2014      | ф   | Стражи Галактики                                       | Guardians of the Galaxy                    | Корат Преследователь        |
| 2014      | ф   | Седьмой сын                                            | Seventh Son                                | Раду                        |
| 2015      | ф   | Форсаж 7                                               | Furious 7                                  | Мозе Джаканде               |
| 2015      | ф   | Ватиканские записи                                     | The Vatican Tapes                          | Викар Имани                 |
| 2015      | ф   | Воздух                                                 | Air                                        | Картрайт                    |
| 2016      | ф   | Тарзан. Легенда                                        | The Legend of Tarzan                       | вождь Мбонга                |
| 2016      | с   | Сосны                                                  | Wayward Pines                              | Сиджей Митчем               |
| 2017      | ф   | Меч короля Артура                                      | King Arthur: Legend of the Sword           | Бедивер                     |
| 2017      | ф   | Такой же не такой, как я                               | Same Kind of Different as Me               | Денвер Мур                  |
| 2022      | мф  | Сверкающий самурай                                     | Blazing Samurai                            | Сумо                        |
| 2018      | мс  | Драконы: Гонки по краю                                 | Dragons: Race to the Edge                  | Драго Блудвист              |
| 2018      | ф   | Аквамен                                                | Aquaman                                    | Рыбный Король               |
| 2019      | ф   | Море соблазна                                          | Serenity                                   | Дьюк                        |
| 2019      | ф   | Капитан Марвел                                         | Captain Marvel                             | Корат Преследователь        |
| 2019      | ф   | Шазам!                                                 | Shazam!                                    | волшебник Шазам             |
| 2021      | мс  | Что если…?                                             | What If…?                                  | Корат Преследователь        |
| 2021      | ф   | King’s Man: Начало                                     | The King’s Man                             | Шола / Мерлин               |
| 2021      | ф   | Тихое место 2                                          | A Quiet Place: Part II                     | Выживший на острове         |
| 2022      | ф   | Чёрный Адам                                            | Black Adam                                 | волшебник Шазам             |
| 2023      | ф   | Шазам! Ярость богов                                    | Shazam! Fury of the Gods                   | волшебник Шазам             |
| 2023      | ф   | Гран Туризмо                                           | Gran Turismo                               | Стив Марденборо             |
| 2023      | ф   | Мятежная Луна                                          | Rebel Moon                                 | генерал Титус               |
| 2024      | ф   | Тихое место: День первый                               | A Quiet Place: Day One                     | Выживший на острове (Генри) |

## Награды и номинации
| Премия                              | Год  | Фильм            | Категория                                 | Результат |
| ----------------------------------- | ---- | ---------------- | ----------------------------------------- | --------- |
| «Оскар»                             | 2004 | «В Америке»      | Лучшая мужская роль второго плана         | Номинация |
| «Оскар»                             | 2007 | «Кровавый алмаз» | Лучшая мужская роль второго плана         | Номинация |
| «Золотой глобус»                    | 1998 | «Амистад»        | Лучшая мужская роль — драма               | Номинация |
| «Выбор критиков»                    | 2007 | «Кровавый алмаз» | Лучшая мужская роль второго плана         | Номинация |
| «Независимый дух»                   | 2004 | «В Америке»      | Лучшая мужская роль второго плана         | Победа    |
| «Спутник»                           | 1998 | «Амистад»        | Лучшая мужская роль — драма               | Номинация |
| «Спутник»                           | 2004 | «В Америке»      | Лучшая мужская роль второго плана — драма | Победа    |
| Национальный совет кинокритиков США | 2006 | «Кровавый алмаз» | Лучшая мужская роль второго плана         | Победа    |
| Премия Гильдии киноактёров США      | 2001 | «Гладиатор»      | Лучший актёрский состав                   | Номинация |
| Премия Гильдии киноактёров США      | 2004 | «В Америке»      | Лучший актёрский состав                   | Номинация |
| Премия Гильдии киноактёров США      | 2007 | «Кровавый алмаз» | Лучшая мужская роль второго плана         | Номинация |